# Maciejewicze (gmina)
Maciejewicze (także Matwiejewicze; od 1926 Międzylesie) – dawna gmina wiejska istniejąca do 1926 roku w woj. poleskim (obecnie na Białorusi). Siedzibą gminy były Maciejewicze.
W okresie międzywojennym gmina należała do powiatu prużańskiego w woj. poleskim. 22 stycznia 1926 roku do gminy Maciejewicze przyłączono część obszaru zniesionej gminy Czerniaków, po czym gminę Maciejewicze przemianowano na gminę Międzylesie (do której równocześnie włączono część obszaru gminy Rewjatycze).